# Warren County, New Jersey
Warren County är ett administrativt område i delstaten New Jersey, USA. Warren är ett av 21 counties i delstaten och ligger i den nordvästra delen av New Jersey. År 2010 hade Warren County 108 692 invånare. Den administrativa huvudorten (county seat) är Belvidere.

## Geografi
Enligt United States Census Bureau har countyt en total area på 940 km². 927 km² av den arean är land och 13 km² är vatten.

### Angränsande countyn
- Sussex County, New Jersey - nordöst
- Morris County, New Jersey - öst
- Bucks County, Pennsylvania - syd
- Hunterdon County, New Jersey - syd
- Northampton County, Pennsylvania - väst
- Monroe County, Pennsylvania - nordväst

### Orter
- Alpha
- Belvidere (huvudort)
- Hackettstown
- Phillipsburg
- Washington